# Hörnsjöfors
Hörnsjöfors är en by i Västerfärnebo distrikt (Västerfärnebo socken) i Sala kommun, Västmanlands län (Västmanland).
I Hörnsjöfors fanns tidigare ett järnbruk, senare tegelbruk och sågverk med tillhörande jordbruk. Hörnsjöfors har tillhört Svenska Metallverken.

## Historia
Hörnsjöfors har sitt ursprung i byn Fors, som fått sitt namn av den fors som tidigare fanns vid Hörendesjöns utlopp i Svartån. Byn är omtalad i dokument första gången 1370. På platsen finns dock ett gravfält med 3 gravhögar och 7 runda stensättningar, och namnet är av en typ som redan förekom under forntiden så byn är troligen betydligt äldre. Under 1300-talet blev Fors frälseägt. 1571 fanns sex skattskyldiga i Fors, varav en mjölnare med kvarn vid forsen.
Ägorna vid Fors drogs i slutet av 1500-talet in till kronan men donerades sedan till Magnus Brahe av hertig Karl som tack för hans insatser i kampen mot Sigismund. En hammarsmedja fanns 1609 vid Fors och sägs då ha stått där sedan urminnes tider, och 1617 erhöll Magnus Brahe privilegier för denna hammare och en masugn på samma plats. Masugnen skall ha lagts ned redan 1620 men uppenbarligen producerades ännu 1625 järn vid masugnen. En såg anlades vid forsen ungefär vid samma tid.
Hörnsjöfors ärvdes av dottern Ebba Brahe och efter henne av sonen Magnus Gabriel De la Gardie som i samband med reduktionen tvingades sälja bruket till Baltasar Marschalck, vilken strax före sin död testamenterade Hörnsjöfors till Carl Gyllenstierna, som dock redan 1687 sålde bruket till Per Larsson Gyllenhöök. Den första herrgårdsbyggnaden vid Hörnsjöfors uppfördes troligen kort före 1696 då Per Larsson Gyllenhöök flyttade hit från Högfors. Två gårdar blev dock kvar i byn Fors, på andra sidan Svartån, där bybebyggelsen ännu finns kvar. Efter hans död innehade hans hustru och därefter hans dotter, gift med brukspatron Anders Ahlbom.
Då Anders Ahlbom avled 1723 ärvdes Hörnsjöfors av dottern Maria Charlotta Ahlbom, gift först med officeren vid Västmanlands regemente Peter Efwert och sedan med hovsekreteraren Birger Johan Brauner. 1764 tvingades makarna Brauner att sälja Hörnsjöfors efter kris inom bruksnäringen. Bruket köptes av Carl Johan Drufva, som 1767 sålde det vidare till Göran Adlerberg, som 1770 sålde bruket på nytt till Lars Polhammar. Då han avled övertogs Hörnsjöfors av dottern Anna, gift med sin kusin Anders Polheimer. Annas mor, Magdalena Grave, övertog efter en tid ägandet av Hörnsjöfors men Anders Polheimer fortsatte som förvaltare av bruket.
Då Magdalena Grave avled 1812 såldes bruket till lagman Sven Björkenstam. Under hans tid anlades ett tegelbruk vid Hörnsjöfors. Då Sven Björkenstam avled 1851 efterträddes han som brukspatron av sin son Knut Björkenstam, som 1854 sålde Fors till brukspatronen Axel Östman. Han satsade på moderniseringar av jordbruket vid bruket, men avled redan 1866. Han änka sålde 1869 Hörnsjöfors till bruksförvaltaren Victor Hellström. Han avled i sin tur redan 1870 och hans änka sålde 1871 bruket till Carl Fredrik Norling. Under början av 1870-talet lades järnbruket vid Hörnsjöfors ned.

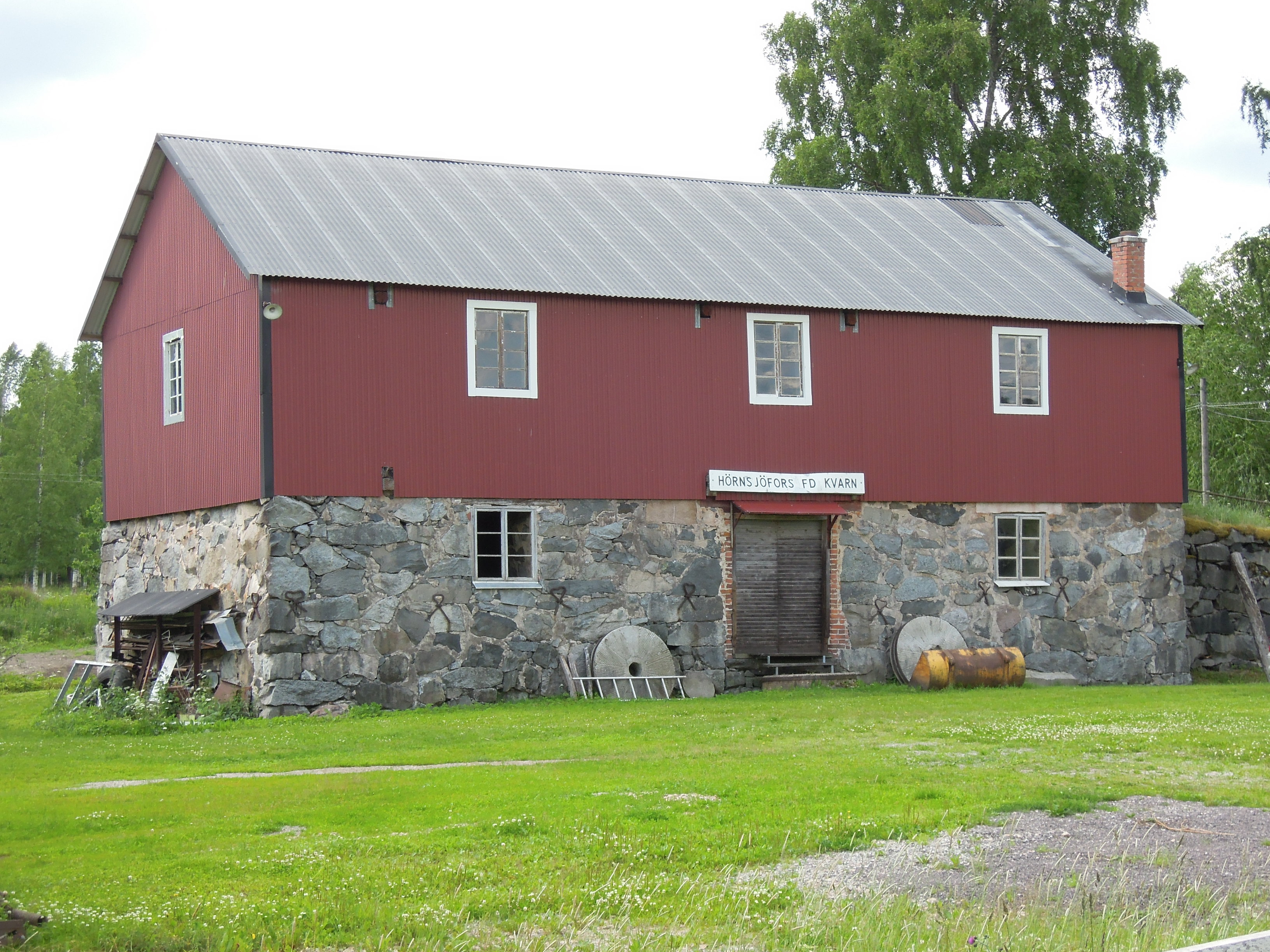
Hörnsjöfors kvarn.